# Gunda (Einheit)
Gunda, auch Gönda, war ein Stückmaß in Kalkutta und auf verschiedenen Inseln Ostindiens.
- 1 Gunda = 5 Particulars[2] = 5 Stück
- 4 Gunda = 20 Particulars  = 1 Corge/Koorje/Courge/Cortsch = 20 Stück (Schnupftücher, gewebte Stücke)[3]

Ähnliches Maß war in Bombay Conge oder Stiege, das auch in der Menge 20 Stück bedeutete. Kohrdsch oder Corge war eine weitere Bezeichnung bzw. andere Schreibweise für das kleinere Stückmaß. In Java hatte bei Tabak das Maß 40 Körbe.
Gunda war auch als Rechnungsmünze auf den Malediven und den Lakkadivischen Inseln als Stückmaß in Gebrauch. Hier war die Muschel Kauri (Cypraca) eine Rechnungseinheit, wenn sie nicht zerbrochen war.
- 1 Gunda = 4 Kauris
- 20 Gunda = 1 Pun